# Уругвай (река)
Уругва́й (исп. Río Uruguay) — река в Южной Америке.

## Этимология
Название Уругвай (Uruguay) индейского происхождения, где гуай на языке тупи — «река». Формант уру обычно понимают как общее название на языках гуарани различных видов диких птиц из отряда куриных; некоторые авторы объясняют уру как «петух глухаря». Внешне элемент сопоставим с этнонимом урус, от которого образованы названия реки Урубамба, города Оруро, озера Уру-Уру в пограничье Перу и Боливии, но удаление от Восточной Бразилии и Ла-Платы слишком значительно.

## Характеристики
Река начинается в Бразилии, образуясь на высоте 1800 м слиянием рек Пелотас и Каноас, далее река течёт с севера на юг, образуя границу между Бразилией и Уругваем, находящимися на левом берегу, и Аргентиной, находящейся на правом. Впадает в эстуарий реки Парана (называется Ла-Плата).
Длина — около 1600 км (вместе с рекой Пелотас 2200 км) площадь бассейна — 365 тысяч км². В своём устье достигает ширины 12 км.
Основные притоки — Ибикуи и Рио-Негро.
Река порожиста в верхнем течении до города Сальто, где она прорывается через скалистую гряду. Ниже Сальто река судоходна. Главные порты: Конкордия (Аргентина), Сальто, Пайсанду, Фрай-Бентос (Уругвай). Система реки Уругвай используется не только как главный источник водоснабжения страны, но и для нужд гидроэнергетики. Крупнейшая гидроэлектростанция на реке — аргентинско-уругвайская ГЭС «Сальто-Гранде». На Рио-Негро, главном притоке реки Уругвай, также построены две крупные гидроэлектростанции — Ринкон-дель-Бонете и Ринкон-дель-Байгоррия.